# 郭權
郭權（？—334年），中国五胡十六国后赵将领。
333年（东晋咸和八年、后赵建平四年）石虎杀皇帝石弘篡位，河东王石生起兵反抗。石生派将军郭权率鲜卑二万人为前锋拒敌，石生统军随后出发，在蒲阪屯军。郭权和梁王石挺在潼关交战，石挺大败，石挺和丞相左长史刘隗都阵亡。但是，鲜卑族私下与石虎勾结，反戈攻击石生。石生逃奔长安。郭权收聚余众，退到渭水拐弯处。石生放弃长安，被部下杀死，郭权逃奔陇右。十二月，郭权占据上邽，派使者向东晋请降，京兆郡、新平郡、扶风郡、冯翊郡、北地郡都响应他。334年（东晋咸和九年、后赵延熙元年）晋朝下诏任命郭权为镇西将军、雍州刺史。石虎派部将郭敖和章武王石斌率步骑四万人向西进攻郭权，屯军华阴。四月，上邽豪族杀死郭权投降。